# Géoportail
Géoportail是法國國家地理研究所（IGN）製作的網上法國地圖，用以抗衡Google Earth系統的影響。整項計劃由法國政府一手策劃，耗資600萬歐元。系統中包括40萬張由飛機拍攝的鳥瞰圖及3700張地圖，但系統啟用初期只會提供法國的主要地圖，稍後才會將範圍擴展至法國全境及海外屬土。
Géoportail於2006年6月23日啟用，網站亦將陸續加入地區數據、照片及影像等多媒體資料，圖片約每５年更新一次，質素較Google Earth清晰，法國總統希拉克主持啟用儀式時表示，該網站「意味法國向前邁進了一大步」；國家地理研究所亦承認，Google Earth風靡全球是促成這項計劃的主因，但網站啟用後數分鐘已告癱瘓。　

## 外部連結
- http://www.geoportail.gouv.fr（页面存档备份，存于）